# Активные красители
Активные красители — синтетические красители, содержащие в молекуле атомы или группы атомов, которые при крашении образуют с функциональными группами (OH, NH2) макромолекул волокна прочные ковалентные связи, и тем самым придают целлюлозному волокну наиболее прочную окраску. Активные красители предназначены для крашения целлюлозных волокон: хлопка, льна, вискозы. Они могут применяться и для крашения натурального шелка, шерсти, полиамидных волокон. Активные красители хорошо растворимы в воде, отличаются яркостью и глубиной окрасок, прочных по отношению к свету, мокрым обработкам и органическим растворителям.

## Описание
Молекула активного красителя состоит из хромофора — части, придающей красителю цвет, и активной группы, которая в условиях крашения реагирует с гидроксильной группой целлюлозы. Однако, в процессе крашения, а также при долгом хранении красителя часть активных групп вступает в конкурирующую реакцию с водой или с влагой воздуха и гидролизуется, утрачивая свою химическую активность. Таким образом для достижения прочной окраски необходимо по окончании крашения удалить с волокна гидролизованный краситель с помощью кипячения в растворе ПАВ.
Химическое строение активной группы определяет температурные условия режима крашения. Так, например, трихлортриазиновые красители окрашивают целлюлозное волокно уже при 20-30°С, винилсульфоновые — при 60°С, а монохлортриазиновые — при 80°С. Молекулы активных красителей в противоположность молекулам прямых красителей невелики и компактны. Они содержат большое количество сульфогрупп, что придаёт им высокую растворимость в воде (100 г/л) и довольно низкое сродство к целлюлозному волокну. Поэтому использование их в периодическом способе крашения возможно только при высоком содержании нейтрального электролита (поваренной соли) в красильной ванне — до 70-80 г/л.
С другой стороны активные красители более широко применяются в непрерывных способах крашения — плюсовочно-накатном (холодном), плюсовочно-запарном и плюсовочно-термофиксационном. Сущность этих способов крашения состоит в пропитке ткани концентрированным раствором активного красителя до требуемой величины привеса и химической фиксации красителя в первом случае — выдерживанием при комнатной температуре во влажном состоянии определённое время, в двух других случаях — обработкой перегретым паром или горячим воздухом. После крашения текстильный материал также следует подвергнуть воздействию раствора ПАВ для удаления гидролизованного красителя.